# 田伟 (军事人物)
田伟（1976年—），湖北宣恩人，土家族，中国人民解放军陆军军官，中国共产党党员。西安政治学院军事法学专业毕业。
2013年，当选第十二届全国人民代表大会解放军代表。2016年时，为陆军第42集团军某特战旅参谋长。